# Пчелино (Тверская область)
Пчелино — деревня на юге Торопецкого района Тверской области России. Входит в состав Подгородненского сельского поселения.

## История
До 2005 года деревня являлась центром ныне упразднённого Пчелинского сельского округа. По состоянию на 1997 год в деревне имелось 23 хозяйства и проживало 74 человека. В Пчелино находилась администрация сельского округа, сельскохозяйственный кооператив «Рассвет», ДК, медпункт, отделение связи, магазин.

## География
Деревня расположена в 11 км (по автодороге — 14 км) к северо-западу от районного центра Торопец. Находится на правом берегу реки Ока. Ближайшие населённые пункты — деревни Нишевицы и Дубинино.
Климат
Деревня, как и весь район, относится к умеренному поясу северного полушария и находится в области переходного климата от океанического к материковому. Лето с температурным режимом +15…+20 °С (днём +20…+25 °С), зима умеренно-морозная −10…-15 °С; при вторжении арктических воздушных масс до −30…-40 °С.
Среднегодовая скорость ветра 3,5-4,2 метра в секунду.

## Население
| 2010 |
| ---- |
| 26   |